# Maria del Tura de Bolòs i Capdevila
Maria del Tura de Bolòs i Capdevila (Olot, Garrotxa, 1926 - Barcelona, 2 de març de 2024) era una geògrafa catalana, que fou la primera catedràtica de Geografia Física de la universitat espanyola i una figura rellevant en el camp de la Biogeografia i de la Ciència del Paisatge.

## Biografia i trajectòria
Nascuda en el si d'una família d'intel·lectuals i científics olotins, el 1948 començà a estudiar Història a la Universitat de Barcelona, on es llicencià el 1953. Més endavant, es doctorà a Madrid el 1966, amb una tesi que fou publicada, en format simplificat el 1978: La comarca de Olot. Estudio de geografía regional. Fou professora a la Universitat de Barcelona des de l'any 1964, i catedràtica de Geografia Física a la UB des del 1981, on exercí fins a la jubilació, el 1991, tot i que ha continuà exercint la docència i la recerca d'activitat a la Universitat de Barcelona.
Cal destacar la seva tasca pel que fa a la consolidació de la Geografia a la Universitat de Barcelona. Bolòs es troba entre aquells que van impulsar la implantació del denominat Pla Maluquer en aquella universitat, que es convertí així en la primera de l'Estat a estructurar els estudis de la Llicenciatura de Geografia, iniciada el 1969 i on la primera promoció es graduà el 1972. Com a docent i investigadora el treball de Maria de Bolòs en el camp de la Geografia Física, en general, i de la Biogeografia i Ciència del Paisatge en particular, destaca per la seva considerable producció científica, però també pel seu magisteri, reflectit en els seus deixebles, alguns d'ells esdevinguts professors en diferents universitats.

## Publicacions[2]
- Las migraciones y las densidades e índices migratorios (1960)
- La inmigración en Barcelona en los dos últimos decenios (1959)
- La acción humana en el paisaje. El caso de la Conrería (1975)